# 베이툰구

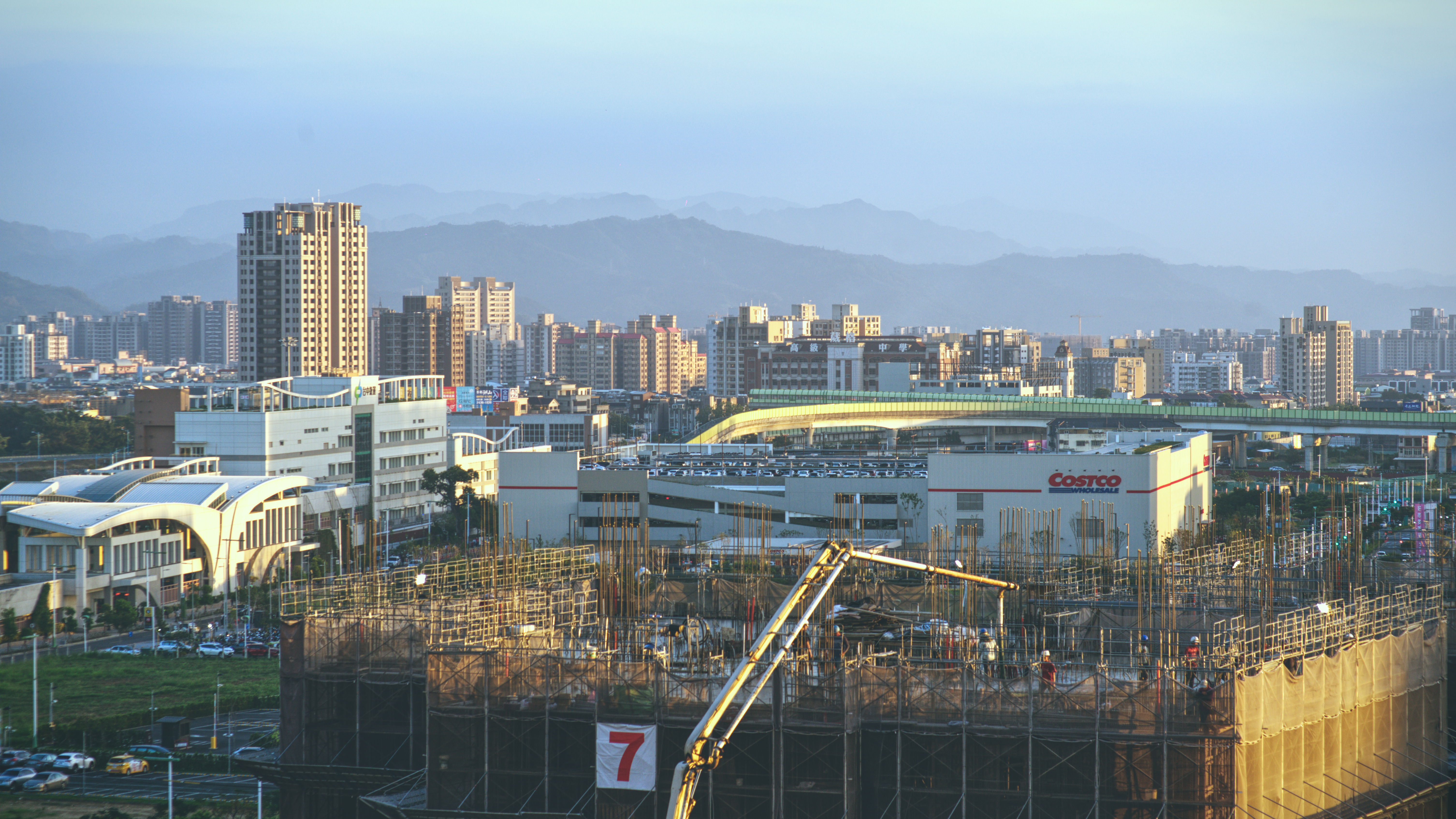
베이툰구

베이툰구(한국어: 북둔구, 중국어: 北屯區, 병음: Běitún Qū)는 중화민국 타이중시의 시할구이다. 넓이는 62.7034km2이고, 인구는 2015년 8월 기준으로 263,344명이다.

## 지리

베이툰 구의 위치

타이중 시의 북동부에 위치한다. 타이중 시의 최고 지점인 터우커 산(頭嵙山, 859m)이 위치한다. 절반은 산지이고 절반은 시가지이다. 베이툰 구는 전원 지대로 여겨지지만 새로운 타이위안 역 주변은 상당히 도시화되어 있다.

## 교육
- 중타이 과기대학

## 교통
- 타이완 철로관리국 타이중 선

## 같이 보기
- 타이중시